# Mauna Kea
Vous lisez un « article de qualité » labellisé en 2011.
Cet article concerne le volcan terrestre. Pour l'astéroïde, voir (188534) Mauna Kea.
Pour les articles homonymes, voir Mauna et Kea.
Le Mauna Kea est un volcan bouclier endormi des États-Unis situé sur l'île d'Hawaï, dans l'État du même nom, dans l'océan Pacifique. Âgé de près d'un million d'années, il s'agit du deuxième plus ancien des cinq volcans majeurs de l'île. Sa dernière éruption remonte à environ 4 500 ans et il représente une menace peu élevée pour les populations. Il est coiffé de nombreux cônes volcaniques, dont le Puʻu Wēkiu qui constitue son point culminant à 4 207 mètres d'altitude, ce qui en fait le sommet le plus élevé de l'archipel d'Hawaï. En considérant sa partie immergée, le Mauna Kea est même plus élevé que l'Everest. Cette altitude affecte son climat ; elle est notamment responsable de son enneigement plusieurs jours par an, ce qui lui vaut la forme moderne de son nom signifiant « montagne blanche » en hawaïen. Il présente même des traces d'anciennes glaciations. Les versants nord au vent et sud sous le vent connaissent une importante différence pluviométrique. Un autre cône au sommet abrite le lac Waiʻau, le plus haut de tout le bassin pacifique à 3 968 mètres d'altitude. La faune et la flore sont réparties en trois étages concentriques distincts, dont le plus élevé est de type alpin. Ces écosystèmes abritent de nombreuses espèces endémiques menacées par d'autres espèces invasives et par l'anthropisation. De nombreuses zones naturelles protégées ont été créées dans le but de préserver cette diversité biologique.
Les ressources naturelles du Mauna Kea sont exploitées par les autochtones à partir des XIIe et XIIIe siècles. Un type de basalte très dur, en particulier, a été extrait de carrières pour la confection d'herminettes. Le bois et le gibier y sont également prélevés pour les besoins quotidiens. Le sommet de la montagne, associé à des divinités de la mythologie hawaïenne, est sacré et son accès est restreint. Ces croyances sont toujours évoquées dans des chansons traditionnelles. À la fin du XVIIIe siècle, la colonisation par les Occidentaux entraîne la disparition d'une grande partie de la forêt primaire au profit d'exploitations agricoles. Le sommet est officiellement gravi en 1823. Dans la seconde moitié du XXe siècle, une piste carrossable est construite jusqu'à la cime. Des recherches archéologiques et surtout astronomiques sont désormais menées dans la réserve scientifique à partir du centre Onizuka vers 2 800 mètres d'altitude et des observatoires internationaux au sommet. Il existe plusieurs sentiers de randonnée sillonnant la montagne et, malgré l'absence d'installations, il est même possible de faire quelques descentes à ski.

## Toponymie

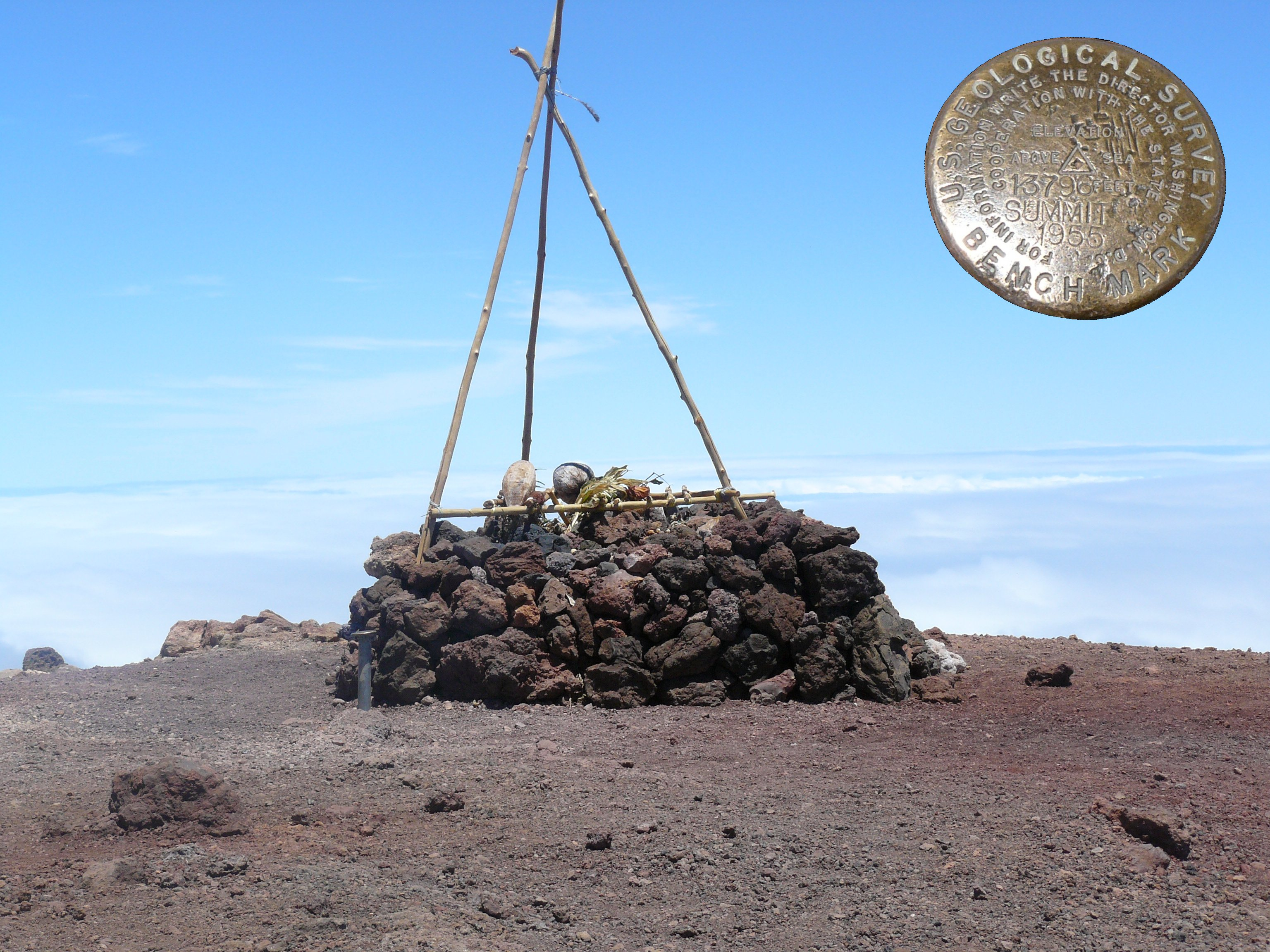
Vue d'un autel hawaïen sur le Puʻu o Kūkahauʻula, sommet du Mauna Kea. La borne géodésique du United States Geological Survey est visible devant l'autel, sur la gauche, et en médaillon.

Mauna Kea est la contraction de Mauna o Wākea, qui peut être traduit par « montagne de Wākea », où Wākea est le père céleste des Hawaïens (dieu du ciel). La forme moderne, Mauna Kea, signifie « montagne blanche », en hawaïen,, car le sommet est souvent recouvert de neige en hiver.
Puʻu o Kūkahauʻula est le nom traditionnel du sommet du Mauna Kea. C'est le plus haut des cinq cônes volcaniques du plateau sommital. Kū-ka-hau-ʻula signifie « Kū en neige rougeoyante » (« Kū of red-hewed dew »). Kū est un dieu, amant de la déesse de la montagne Poliʻahu. La teinte correspond à un phénomène lumineux dû au soleil matinal brillant sur le sommet enneigé en hiver. Ce sommet est parfois aussi appelé Puʻu Wēkiu ou Mauna Kea peak ou summit cone. Kūkahauʻula désigne parfois l'ensemble sommital, regroupant le Puʻu Wēkiu, le Puʻu Kea où se situe l'observatoire Canada-France-Hawaï (CFHT) et le Puʻu Hauoki où se situe l'Infrared Telescope Facility (IRTF).

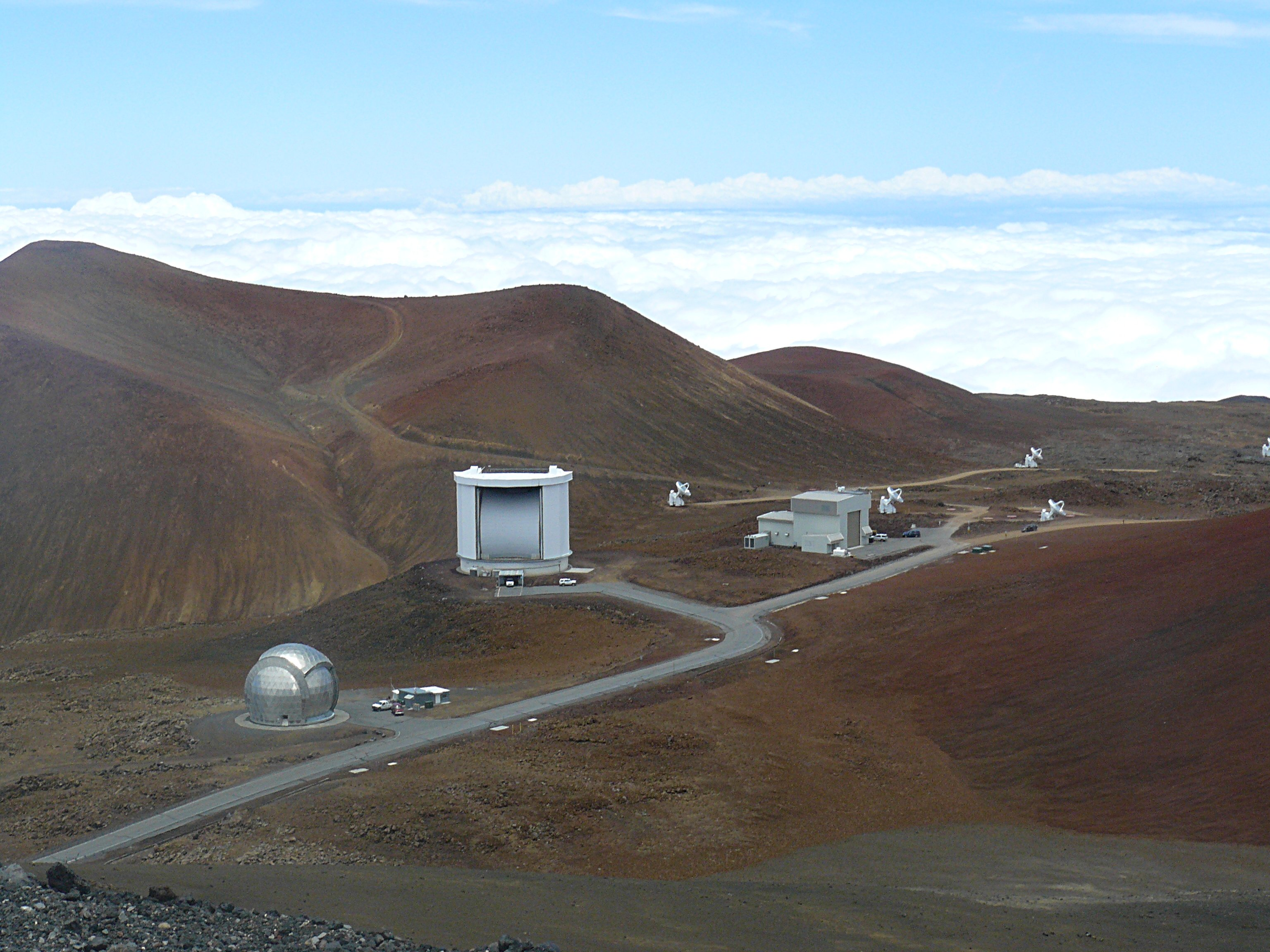
Vue du Puʻu Poliʻahu, un des cônes volcaniques du Mauna Kea. À son pied, le CSO, le JCMT ainsi que le bâtiment et quatre antennes du SMA.

Houpo o Kāne ou Ka Houpo o Kāne est une source au sud-ouest du sommet, située à 3 200 mètres d'altitude. Ce toponyme signifie « poitrine (ou sein) de Kāne ». Kāne Milohai est considéré comme le plus éminent des dieux hawaïens.
Waiʻau est le nom d'un cône volcanique (Puʻu Waiʻau) et du lac de cratère qui le remplit (Lake Waiʻau), près du sommet. Puʻu Poliʻahu est le nom d'un autre cône volcanique du Mauna Kea. Poliʻahu, la déesse du Mauna Kea, est représentée avec un corps en neige.

## Géographie

### Situation

Carte topographique de l'île d'Hawaï.

Le Mauna Kea est situé aux États-Unis, sur l'île d'Hawaï (Big Island), la plus grande de l'archipel et de l'État d'Hawaï. Il s'élève dans le Nord de l'île, face à l'océan Pacifique, et domine plus particulièrement la côte d'Hāmākua. Le Mauna Loa, second plus haut sommet de l'île, est situé au sud, le Hualālai est en direction du sud-ouest, tandis que le Kohala est au nord-ouest.
Administrativement, le Mauna Kea fait essentiellement partie du district d'Hāmākua, mais ses pentes s'étalent également jusqu'à ceux de Kohala Sud, Hilo Nord et Hilo Sud, dans le comté d'Hawaï de l'État du même nom. La census-designated place de Waimea se trouve au nord-ouest de la montagne, celles de Kukuihaele, Honokaa, Paauilo et Laupāhoehoe au nord, alors que celles d'Honomu, Pepeekeo, Papaikou et Paukaa sont à l'est, le reste du Mauna Kea constituant une zone non incorporée.

### Topographie

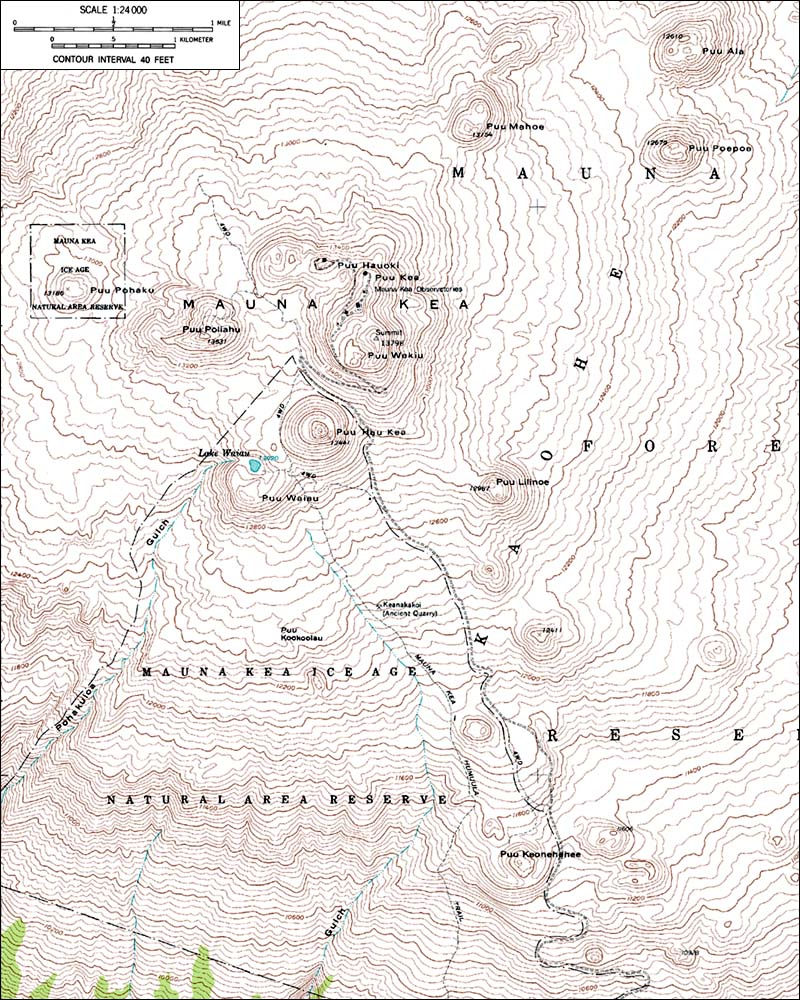
Carte topographique de référence du sommet du Mauna Kea à l'échelle 1:24000e d'après le United States Geological Survey.

Le Mauna Kea s'élève à 4 207 mètres d'altitude et dépasse de presque quarante mètres son voisin, le Mauna Loa,, ce qui en fait le plus haut volcan de l'île et le point culminant de l'archipel,. Ces caractéristiques en font le quinzième sommet le plus élevé du monde par sa hauteur de culminance. Si l'on considère sa partie immergée, représentant un dénivelé additionnel de 6 000 mètres par rapport au fond de l'océan Pacifique, le Mauna Kea est même plus élevé que l'Everest,,. Toutefois, le Mauna Loa, qui s'enfonce plus profondément dans le plancher océanique, s'élève à 17 kilomètres au-dessus de sa base et possède une hauteur absolue plus importante. La partie émergée du Mauna Kea a une superficie de 2 380 km2, soit 22,8 % de la surface de l'île, et présente un volume de plus de 30 000 km3. Comme tous les volcans boucliers, il possède des pentes très peu marquées en raison de la faible viscosité de ses laves. Il est coiffé de plusieurs cônes volcaniques qui dépassent pour certains 4 100 mètres d'altitude. Ces cônes prennent les noms de Puʻu o Kūkahauʻula ou Puʻu Wēkiu pour leur point culminant, Puʻu Kea (4 190 m), Puʻu Hauoki (4 164 m), Puʻu Poliʻahu (4 155 m), Puʻu Hau Kea (4 097 m), Puʻu Pohaku (4 019 m), Puʻu Waiʻau (4 017 m), Puʻu Mahoe (4 009 m), Puʻu Lilinoe (3 958 m), Puʻu Poepoe (3 865 m), Puʻu Ala (3 844 m), Puʻu Makanaka (3 784 m), Puʻu Hoaka (3 680 m) ou encore Puʻu ʻulaʻula (3 616 m),.
Le cône volcanique de Puʻu Waiʻau, au sud-ouest du sommet, abrite le lac Waiʻau qui est le septième plus haut des États-Unis à l'altitude de 3 968 mètres et le plus élevé du bassin pacifique. Il s'agit du seul lac alpin de l'archipel. Il s'étend sur seulement 0,73 hectare et a une profondeur maximale de trois mètres. Les laves hawaïennes sont particulièrement perméables et empêchent généralement la formation d'étendues d'eau en raison de l'infiltration. L'exception du lac Waiʻau est permise soit par l'altération des cendres volcaniques en argile sous le biais des vapeurs de soufre, soit par la finesse des cendres résultant d'éruptions phréato-magmatiques par l'interaction entre le magma et des eaux souterraines, qui ont pu donner une plus grande imperméabilité au fond du lac.

### Géologie

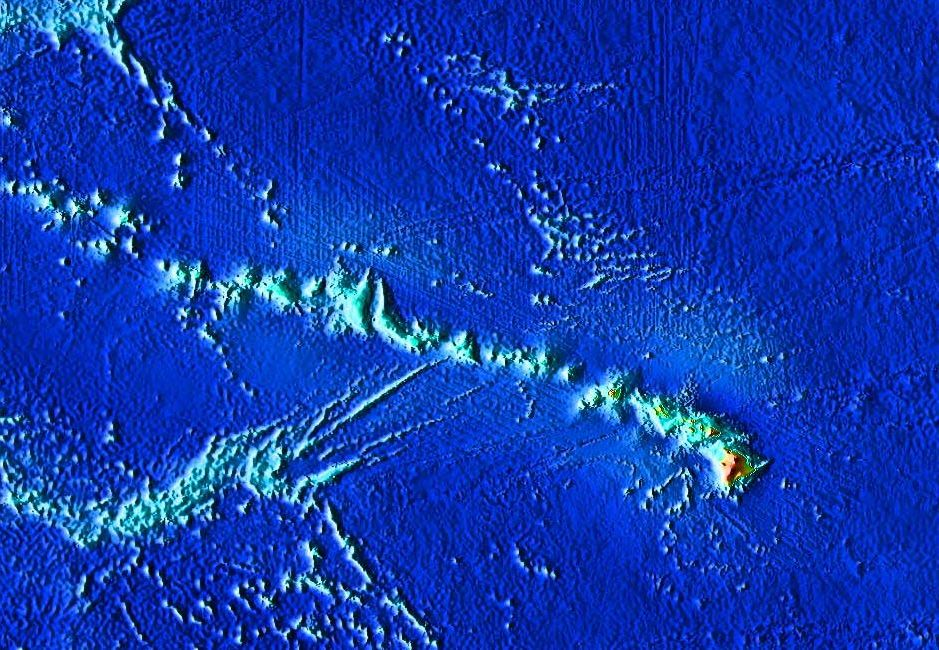
Carte de la chaîne sous-marine Hawaï-Empereur. L'île d'Hawaï est la plus grande et la plus orientale.

Le Mauna Kea est un volcan né à l'aplomb du point chaud alimentant les autres volcans de l'île d'Hawaï et ayant formé les autres îles et monts sous-marins de l'archipel d'Hawaï et de la chaîne de l'Empereur,. Le Mauna Kea est le quatrième plus ancien et plus actif des cinq volcans majeurs de l'île. Seul le Kohala, le plus âgé, est considéré comme éteint.

Schéma d'une éruption volcanique de type hawaiien.

Ce point chaud est caractérisé par la remontée d'un magma très pauvre en silice, donnant en surface des laves basaltiques extrêmement fluides, généralement de type pāhoehoe ou ʻaʻā. Elles ont donné au Mauna Kea sa forme typique de volcan bouclier aux pentes très peu marquées et régulières. Les coulées de lave du Mauna Kea recouvrent en partie celles de ses voisins de manière complexe. Étant le plus élevé, il est construit au-dessus d'anciennes coulées de lave du Kohala au nord-ouest et recoupe la base du Mauna Loa au sud. Les fissures primitives sur les flancs du Mauna Kea ont été ensevelies depuis qu'il est entré dans sa phrase post-bouclier. L'arête d'Hilo, une importante zone de rift souterraine à l'est du volcan, a longtemps été attribuée au Mauna Kea ; il a depuis été mis en évidence qu'elle appartient au Kohala et a été affectée par des coulées de lave plus récentes du Mauna Kea,.
Le Mauna Loa et le Mauna Kea sont si volumineux qu'ils déforment et enfoncent le plancher océanique sous-jacent d'au moins six kilomètres en profondeur. Ce dernier continue à s'affaisser sous son propre poids à un rythme de 0,2 millimètre par an.

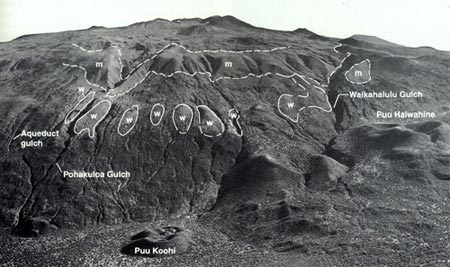
Photographie annotée montrant les signes de glaciation ; « m » symbolise les moraines, « w » sont les tills.

Le Mauna Kea est le seul volcan hawaïen possédant des traces de glaciation. De telles marques ont probablement existé au Mauna Loa mais ont été recouvertes par des coulées de lave. Malgré la situation tropicale de l'île, la chute d'un degré en température au cours de différentes périodes glaciaires a pu permettre à la neige de persister au sommet en été, entraînant la formation d'une calotte glaciaire. Trois épisodes glaciaires distincts au cours du Pléistocène ont pu être mis en évidence : Pōhakuloa entre 180 000 et 130 000 ans BP, Wāihu entre 80 000 et 60 000 ans BP et enfin Mākanaka entre 40 000 et 13 000 ans BP. Ils ont fortement érodé le sommet, laissant des moraines et un anneau de till sur les flancs supérieurs de la montagne. Certains cônes volcaniques se sont formés lors d'éruptions sous-glaciaires durant l'épisode de Mākanaka, la plupart d'entre eux ayant depuis été largement démantelés par l'action des glaciers. Une datation par le carbone 14 d'échantillons prélevés à la base du lac Waiʻau indique qu'il est libre de glace 12 600 ans BP. Au moment de leur avancée maximale, les glaciers s'étendent du sommet jusqu'à une limite comprise entre 3 200 et 3 800 mètres d'altitude. Une petite zone de pergélisol de moins de 25 mètres de diamètre a été découverte au sommet avant 1974 et pourrait avoir persisté au début du XXIe siècle. De fines ravines, formées par les eaux de ruissellement et la fonte des neiges en hiver, entaillent le sommet. Sur le versant au vent, l'eau de ruissellement apportée par les alizés a accéléré l'érosion de manière similaire au Kohala

### Climat

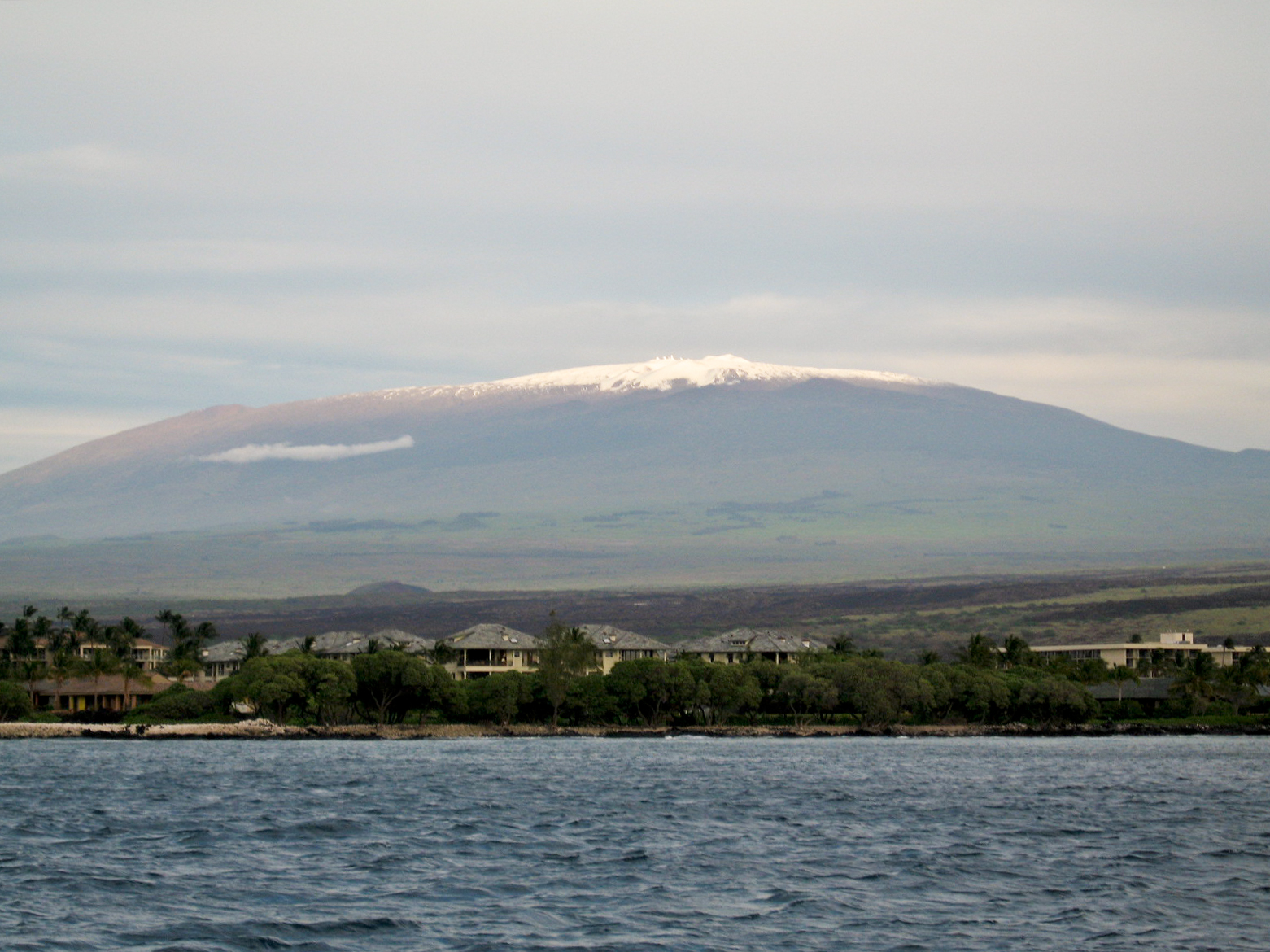
Vue du Mauna Kea avec le sommet enneigé.

Les alizés soufflent d'est en ouest au-dessus de l'archipel d'Hawaï, qui chevauche le tropique du Cancer. Le Mauna Kea est soumis à un gradient de précipitations en une très courte distance : il tombe plus de 5 000 millimètres en moyenne par an dans le refuge faunique national Hakalau Forest sur le versant au vent, tandis que la station de Pōhakuloa, à quinze kilomètres au sud-sud-ouest du sommet et 1 800 mètres d'altitude sur le plateau entre le Mauna Loa et le Mauna Kea, reçoit 360 millimètres par an. Le phénomène d'ombre pluviométrique explique une telle différence : le versant nord-est du volcan est exposé au vent anabatique qui permet à l'air de se condenser. Le sommet, situé au-dessus de la couche d'inversion qui sépare les masses d'air maritime inférieures des masses d'air atmosphériques supérieures, est un désert ; les précipitations n'y dépassent pas 200 millimètres mais apparaissent souvent sous forme de neige, parfois même l'été. Le Puʻu Hau Kea, à 4 097 mètres d'altitude, dont le nom signifie « colline de la neige blanche » est souvent le premier cône couvert de neige et le dernier où elle fond totalement.
Au sommet, les températures peuvent varier de quinze à vingt degrés entre le jour et la nuit. Elles peuvent dépasser 15 °C durant l'après-midi en été mais sont à peine positives en hiver. Il gèle la nuit tout au long de l'année.
De puissants phénomènes d'onde orographique se mettent parfois en place au-dessus des reliefs de l'île, notamment produits par le Mauna Kea et le Mauna Loa. Les vents qui en sont issus sont appelés hau en hawaïen. Ils peuvent exceptionnellement se traduire par la formation de nuages lenticulaires. La circulation atmosphérique peut être affectée jusqu'en Asie,. Lors de tempêtes, les vents peuvent atteindre 160 kilomètres par heure. Un record a été enregistré le 11 février 1996 avec 198 kilomètres par heure.
| Mois                                        | jan.      | fév.       | mars      | avril     | mai        | juin      | jui.      | août      | sep.      | oct.      | nov.      | déc.      | année      |
| ------------------------------------------- | --------- | ---------- | --------- | --------- | ---------- | --------- | --------- | --------- | --------- | --------- | --------- | --------- | ---------- |
| Température minimale moyenne (°C)           | −3,2      | −2,6       | −4        | −3,2      | −0,1       | −1,4      | −1,2      | −0,6      | −0,3      | −1,4      | −1,6      | −1,9      | −1,8       |
| Température moyenne (°C)                    | 1,7       | 2,8        | 1         | 0,3       | 4,7        | 4,3       | 4,7       | 4,7       | 4,9       | 3,8       | 3,7       | 2,4       | 3,3        |
| Température maximale moyenne (°C)           | 5,6       | 6,8        | 4,7       | 3,8       | 9,3        | 9,9       | 10,9      | 9,9       | 10,2      | 9,1       | 8,7       | 6,8       | 8          |
| Record de froid (°C) date du record         | −7,2 1979 | −11,1 1977 | −7,8 1981 | −7,8 1979 | −11,1 1979 | −5 1981   | −5,6 1979 | −8,3 1979 | −5 1979   | −6,7 1979 | −6,7 1978 | −8,3 1981 | −11,1 1977 |
| Record de chaleur (°C) date du record       | 12,8 1979 | 13,3 1977  | 12,2 1981 | 12,8 1981 | 15 1981    | 14,4 1979 | 23,9 1978 | 13,9 1979 | 15,6 1979 | 15 1978   | 12,2 1979 | 12,8 1979 | 23,9 1978  |
| Précipitations (mm)                         | 21,6      | 3,8        | 27,2      | 12,2      | 24,6       | 3         | 5,1       | 19,1      | 15,7      | 13,5      | 32        | 10,7      | 188,5      |
| Record de pluie en 24 h (mm) date du record | 8,4 1982  | 14,2 1981  | 10,7 1980 | 13 1977   | 146,8 1980 | 3,8 1974  | 11,4 1978 | 43,2 1977 | 22,9 1974 | 23,6 1974 | 25,4 1978 | 18,5 1978 | 146,8 1980 |
| Nombre de jours avec précipitations         | 2         | 1          | 4         | 3         | 2          | 1         | 2         | 3         | 3         | 4         | 3         | 2         | 31         |

| Diagramme climatique                                  |            |           |             |             |          |             |             |              |             |           |             |
| J                                                     | F          | M         | A           | M           | J        | J           | A           | S            | O           | N         | D           |
| 5,6−3,221,6                                           | 6,8−2,63,8 | 4,7−427,2 | 3,8−3,212,2 | 9,3−0,124,6 | 9,9−1,43 | 10,9−1,25,1 | 9,9−0,619,1 | 10,2−0,315,7 | 9,1−1,413,5 | 8,7−1,632 | 6,8−1,910,7 |
| Moyennes : • Temp. maxi et mini °C • Précipitation mm |            |           |             |             |          |             |             |              |             |           |             |

### Faune et flore

Carte des écosystèmes originels de l'île d'Hawaï.

Carte des écosystèmes actuels de l'île d'Hawaï.

L'isolement géographique de l'archipel d'Hawaï a fortement influencé son écosystème. Les îles isolées, comme celle d'Hawaï, présentent un fort taux d'endémisme. L'importante spéciation a rendu ses espèces particulièrement vulnérables, en particulier aux espèces invasives. De plus, la faune et la flore d'Hawaï sont menacées par l'anthropisation, notamment le défrichement pour l'agriculture ; un tiers environ des espèces endémiques de l'île aurait déjà disparu. La colonisation occidentale, au début du XIXe siècle, a eu des effets très négatifs sur l'environnement. Les forêts de piémont ont été converties en vastes parcelles agricoles. En amont, la prolifération des mammifères ongulés retournés à l'état sauvage a fragilisé les sols et accéléré l'érosion. Le nombre d'espèces autochtones ne s'élèverait plus qu'à un millier environ sur l'île, contre plus de 4 600 espèces introduites par l'homme.
Grâce à son altitude, le Mauna Kea possède la plus grande diversité écologique de tout l'archipel. Ses écosystèmes, soumis à d'importantes différences thermiques et pluviométriques, forment des cercles concentriques autour de son sommet. Ils peuvent être grossièrement divisés en trois étages distincts : un étage alpin-subalpin, un étage montagnard et un étage tropophile.

#### Étage alpin

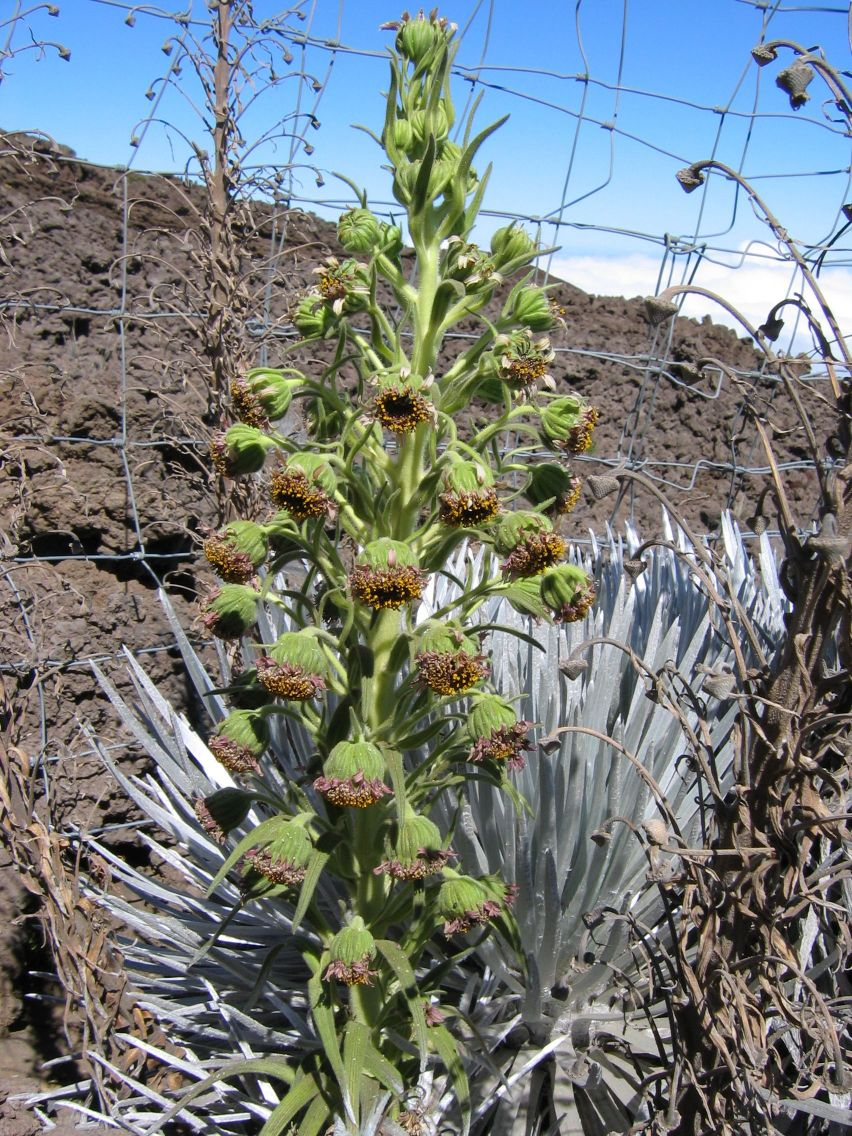
Photographie d'un spécimen d'Argyroxiphium sandwicense subsp. sandwicense dans un petit enclos de protection contre les ongulés près de la piste carrossable sommitale.

Le sommet du Mauna Kea se situe au-dessus de la limite des arbres et se compose principalement de roche volcanique et d'alpages. Cette écorégion, soumise à d'importantes chutes de neige et relativement inhospitalière pour la flore, est appelée Hawaiian tropical high shrublands (littéralement « brousses tropicales élevées d'Hawaï »). La croissance végétale y est ralentie par le froid extrême, une saison de développement courte, de faibles précipitations pluvieuses et de la neige au cours de l'hiver. Le manque de sols retarde la croissance des racines, rend difficile l'absorption de nutriments et donne à la zone une très faible capacité de rétention de l'eau.
Les espèces de plantes spécifiques de cet étage sont Styphelia tameiameiae, Taraxacum officinale (localement laulele), Tetramolopium humile (localement pāmakani), Agrostis sandwicensis, Anthoxanthum odoratum, Trisetum glomeratum (localement pili uka), Poa annua, Sonchus oleraceus et Coprosma ernodeoides (localement kūkaenēnē). Une espèce particulièrement remarquable est Argyroxiphium sandwicense subsp. sandwicense (localement ʻāhinahina), endémique et gravement menacée, qui se développe dans les déserts de cendre en haute altitude. Momentanément réduite à une population de cinquante individus, cette espèce était supposée être adaptée uniquement à l'étage alpin ; des études ont toutefois démontré qu'elle y avait été contrainte par la pression du bétail et des travaux ont permis de multiplier à nouveau sa population par dix en la réintroduisant à plus basse altitude,.
Nysius wekiuicola (localement wēkiu) se nourrit de carcasses d'insectes morts transportées vers le sommet du Mauna Kea par les vents ascendants et qui sont déposées sur les névés. Elles constituent une source d'alimentation insolite pour un genre composé d'insectes majoritairement habitués à se nourrir de graines. Nysius wekiuicola est capable de survivre à plus de 4 200 mètres d'altitude grâce à un antigel naturel présent dans son sang. Il reste sous une surface insolée la plupart du temps. Son statut de conservation est incertain, les effets des observatoires astronomiques sommitaux sur l'espèce restant mal compris ; des études à ce sujet ont été lancées en 1980. Nysius aa est son proche cousin du Mauna Loa, où il occupe la même niche écologique. Des araignées-loups (Lycosidae) et des livrées des forêts (Malacosoma disstria) ont également été observées dans cet écosystème, les premières survivant en se cachant sous des roches conductrices de chaleur, les secondes grâce à des substances chimiques résistantes au froid présentes dans leur corps.

#### Étage montagnard

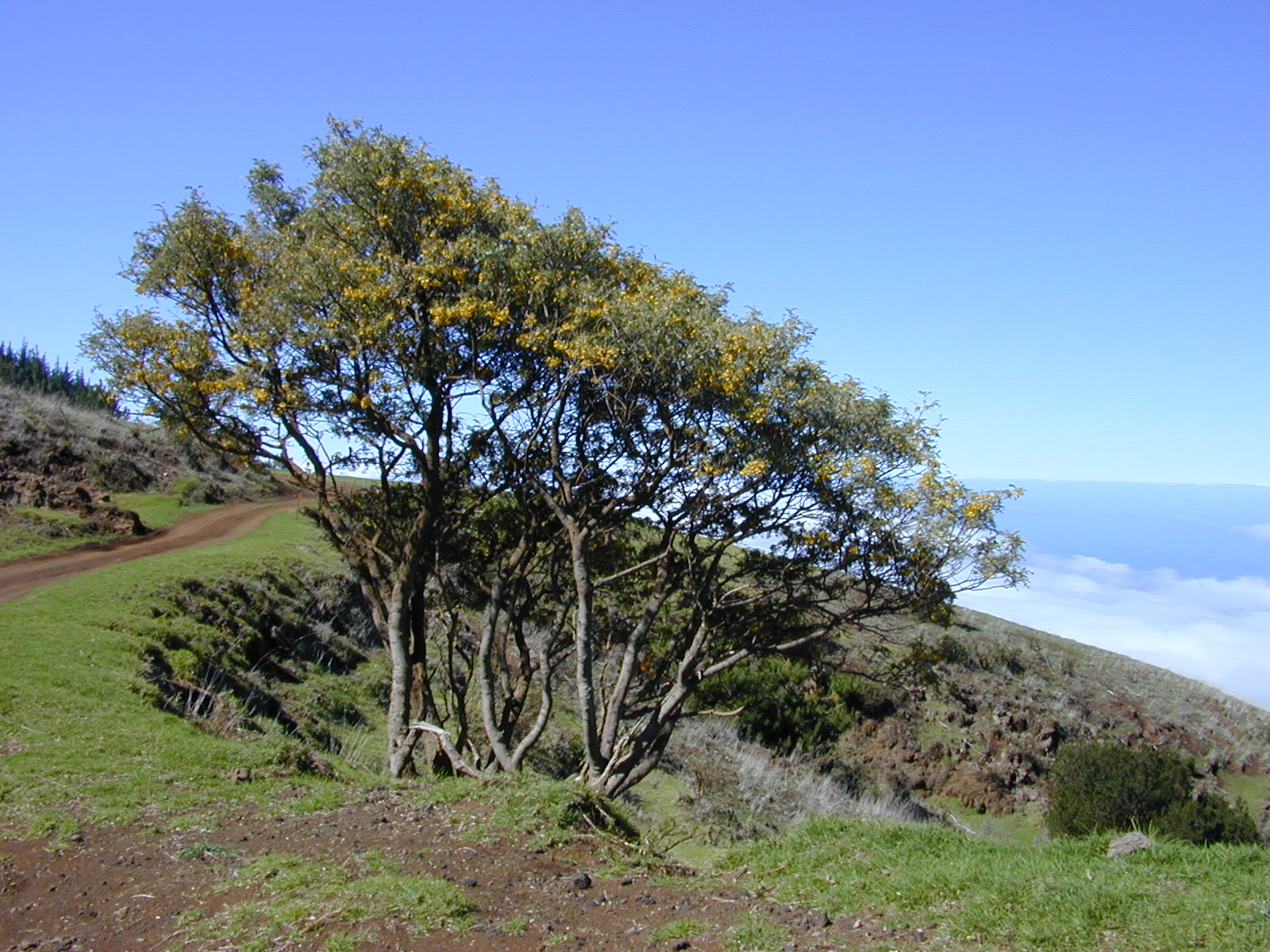
Photographie de spécimens de Sophora chrysophylla sur l'île de Maui.

La zone boisée la plus élevée du Mauna Kea, située entre 2 000 et 3 000 mètres, est dominée par les espèces Sophora chrysophylla (localement māmane) et Myoporum sandwicense (localement naio), toutes deux endémiques ; c'est pourquoi elle est aussi désignée sous le nom de « forêt de māmane-naio ». Les graines de Sophora chrysophylla et les fruits de Myoporum sandwicense constituent la nourriture privilégiée des oiseaux vivant dans cette zone, en particulier le Psittirostre palila (Loxioides bailleui, localement palila). Sa présence était autrefois avérée sur les pentes du Mauna Kea, du Mauna Loa et du Hualālai mais il est désormais confiné sur le premier dans un territoire réduit à 10 % de sa surface initiale et a été déclaré en danger de disparition.
La plus grave menace sur l'écosystème est le pâturage des moutons (Ovis aries), du bétail (Bos primigenius taurus) et des chèvres (Capra hircus) marrons introduits sur l'île à la fin du XVIIIe siècle. La concurrence de ces ongulés retournés à l'état sauvage avec les bêtes domestiques était suffisamment rude pour qu'un programme d'éradication ait été adopté dans les années 1920 et ait perduré jusqu'en 1949. Une des conséquences de ce pâturage est l'accroissement d'espèces herbacées et ligneuses, endémiques ou introduites, résistantes au broutage. Ces animaux sont pratiquement éradiqués dans les années 1950, date à laquelle leur population ne dépasse plus quelques centaines d'individus. Cependant, un afflux de chasseurs locaux entraîne la valorisation de ces espèces sauvages en tant que gibier. Ainsi, en 1959, le Department of Land and Natural Resources d'Hawaï, administration chargée de la conservation et de la gestion des terres, change sa politique au profit d'un programme de contrôle continu afin de faciliter ce sport.
Le mouflon (Ovis aries orientalis) est introduit entre 1962 et 1964, tandis qu'un plan concernant le Cerf axis (Axis axis) est finalement annulé en raison des seules protestations des fermiers, qui affirment alors qu'il pourrait endommager les cultures de céréales et répandre des maladies. Les chasseurs ripostent et les débats entre les deux partis mènent à une sensibilisation croissante du public pour la question environnementale. Avec le développement des installations astronomiques, les écologistes exigent une protection de l'écosystème du volcan. Un plan est proposé afin de clôturer 25 % des forêts pour leur protection et de gérer les 75 % restants qui demeurent ouverts à la chasse. Malgré l'opposition des écologistes, le plan est adopté. Pourtant, alors que les terres sont divisées, aucune somme d'argent n'est allouée à la construction de la clôture. L’Endangered Species Act est adopté en 1973 en plein milieu de cet imbroglio. La Société nationale Audubon et le Sierra Club Legal Defense Fund déposent une plainte contre le Department of Land and Natural Resources, en affirmant que celui-ci viole la loi fédérale. Cette affaire prend le nom, en 1978, de « Palila v. Hawaii Department of Land and Natural Resources »,. La cour se prononce en 1981 en faveur des plaignants et confirme la prééminence des lois fédérales sur le contrôle étatique de la faune. Pour avoir contrevenu à l’Endangered Species Act, l'État d'Hawaï est contraint d'éradiquer définitivement tous les ongulés sauvages de la montagne. Un abattage collectif vient à bout de l'essentiel des bêtes, du moins temporairement. Un programme de régulation est en place depuis, bien qu'il ne soit pas conduit avec suffisamment de rigueur pour permettre la régénérescence de l'écosystème māmane-naio. De nombreuses espèces et écosystèmes de l'île, en particulier du Mauna Kea, restent menacés par la présence humaine et par les espèces invasives.

#### Étage tropophile

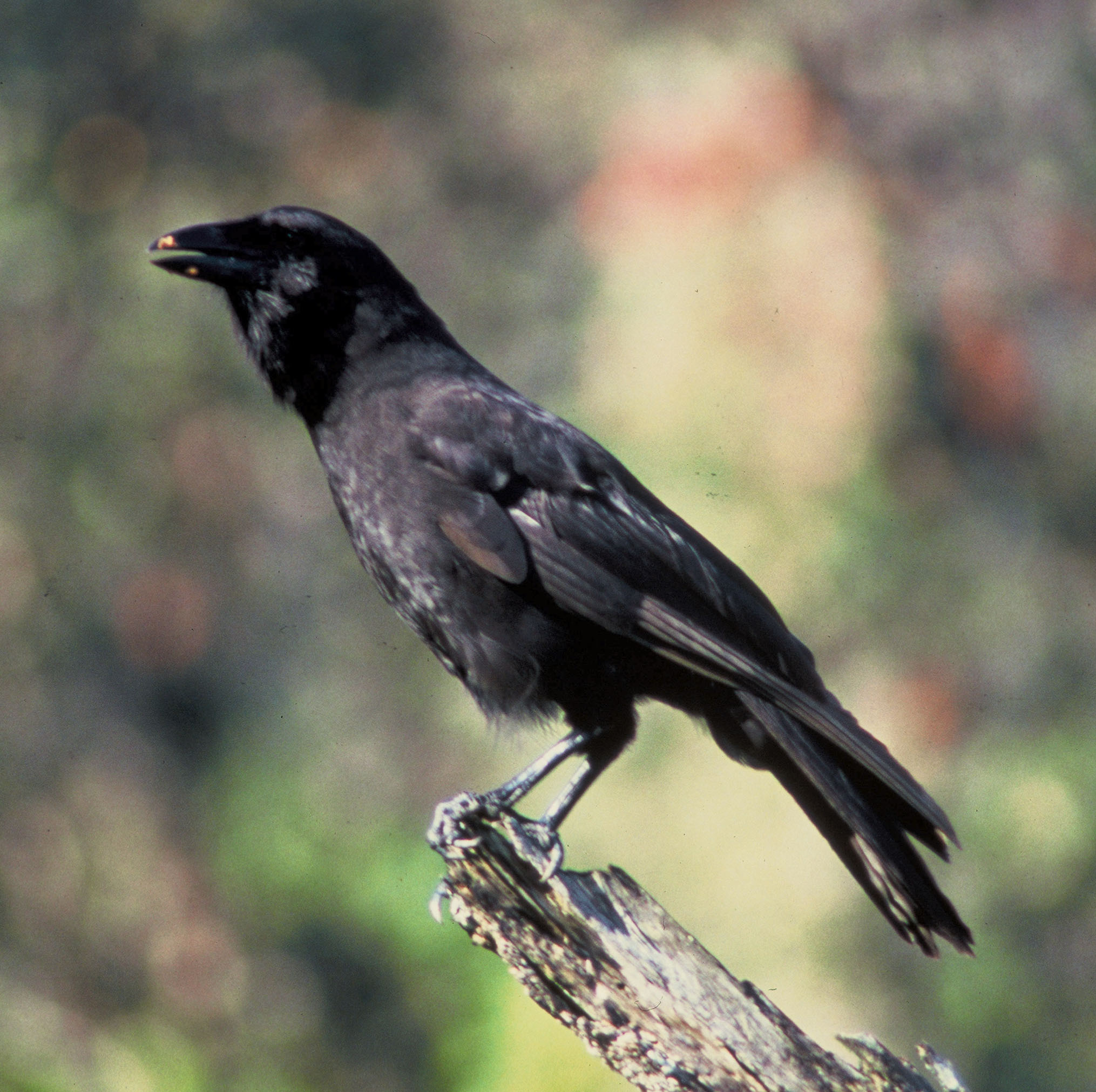
Photographie d'une Corneille d'Hawaï (Corvus hawaiiensis, localement ʻalalā), espèce officiellement éteinte à l'état sauvage mais qui pourrait bénéficier de plans de réintroduction dans le refuge faunique national Hakalau Forest.

L'ancienne forêt de koa-ʻōhiʻa, du nom des espèces respectives Acacia koa et Metrosideros polymorpha, a été remplacée sur les pentes inférieures du Mauna Kea par des terres agricoles. Sa destruction est la conséquence de la colonisation américano-européenne, lorsqu'une importante déforestation a eu lieu dans les années 1830 afin de produire du bois de construction. La plupart des maisons de l'île sont alors construites en koa. De vastes parcelles de forêt sont également brûlées pour être remplacées par des plantations de canne à sucre. Les derniers arbres servent à alimenter les chaudières à bois pour l'industrie et le chauffage domestique. La forêt a pratiquement disparu au crépuscule du XIXe siècle et, au tournant du XXe siècle, les exploitations sont déplacées vers le Hualālai, sur la côte occidentale de l'île, et vers Maui. Avec l'effondrement de l'industrie sucrière dans les années 1990, la plupart des terres restent en friche mais certaines sont transformées en pâturages, en plus petites exploitations fermières ou en plantation d'eucalyptus pour en faire de la pâte à papier,.
Parmi les espèces d'oiseaux endémiques de l'étage tropophile figurent la Corneille d'Hawaï (Corvus hawaiiensis, localement ʻalalā), Loxops coccineus (localement ʻakepa), Manucerthia mana, Hemignathus munroi (localement ʻakiapōlāʻau) et la Buse d'Hawaï (Buteo solitarius), toutes menacées ou vulnérables.

## Histoire

### Histoire éruptive

Carte de l'âge des strates de l'île.

Le Mauna Kea naît environ un million d'années BP. Il devient exceptionnellement actif au cours de sa phase bouclier jusqu'à 500 000 ans BP. Les laves émises sont de nature tholéiitique, issues d'un mélange de magma primaire et de croûte océanique subductée. Elles contribuent à la mise en place de l'énorme volume du volcan, à l'instar du Mauna Loa. À cette époque, son aspect devait être très similaire à celui de son voisin actuel. Il devait avoir des pentes très régulières, avec une grande caldeira sommitale.

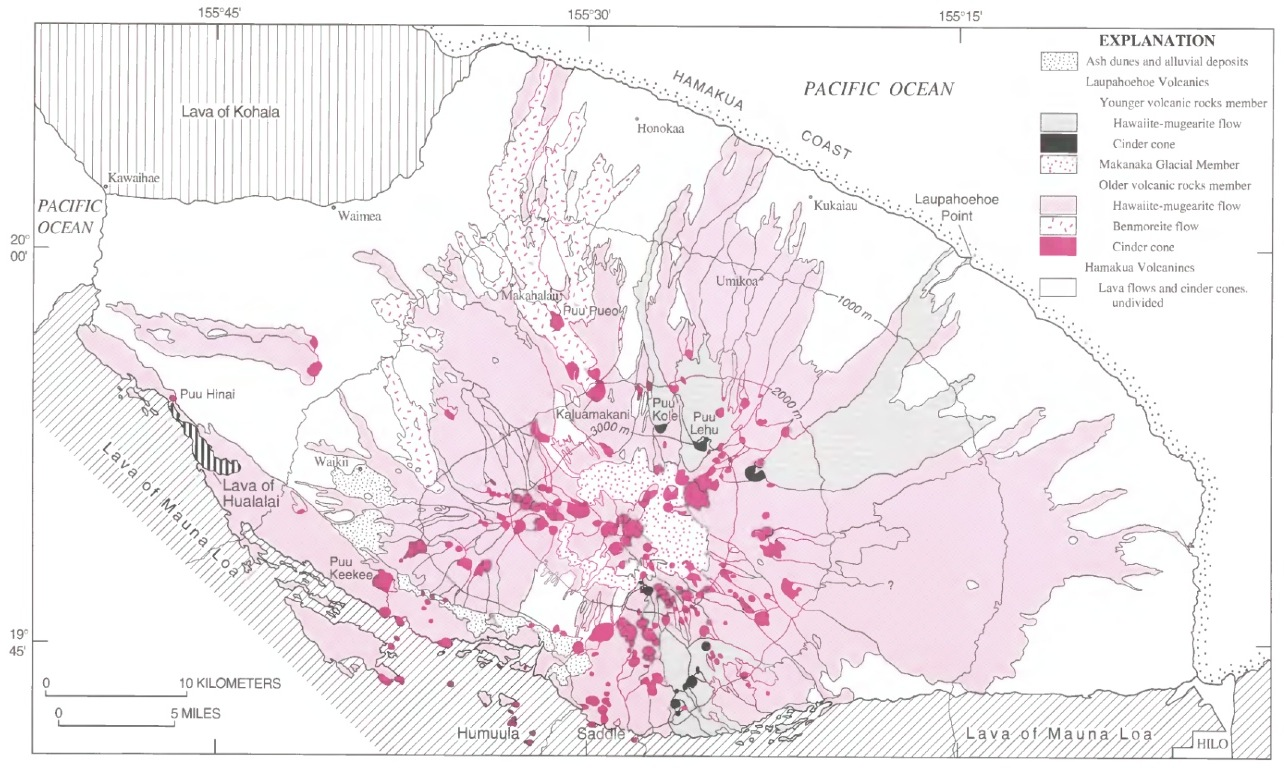
Carte stratigraphique du Mauna Kea.

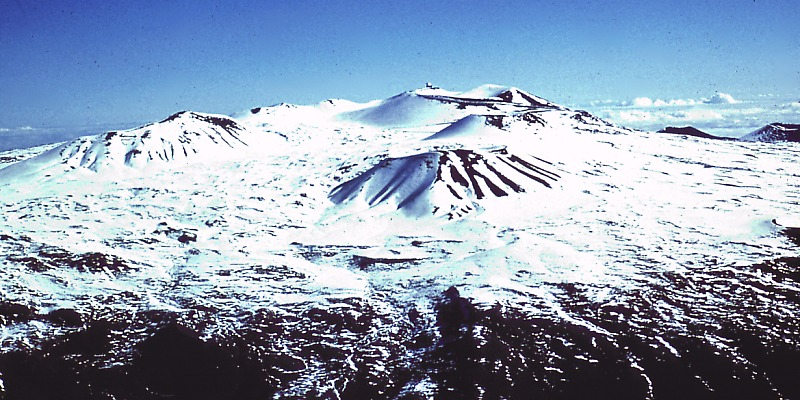
Vue des cônes volcaniques au sommet du Mauna Kea en hiver.

Le Mauna Kea entre finalement dans la phase post-bouclier de son évolution volcanique entre 250 000 et 200 000 ans BP. Les laves prennent une nature basaltique alcaline jusqu'à 70 000 à 65 000 ans BP. Elles constituent les strates les plus anciennes actuellement exposées, dont la série est appelée Hāmākua. Les roches les plus récentes, appartenant à la série de Laupāhoehoe, ont été émises entre 65 000 et 4 000 ans BP. Ce sont des hawaiites et des mugéarites, qui accompagnent la lente diminution de l'approvisionnement en magma au sommet. Les éruptions se font plus modestes et leur fréquence diminue. Parallèlement, les laves deviennent plus visqueuses et leurs épaisses coulées augmentent significativement l'altitude ; les explosions sont localement plus violentes et des cônes volcaniques se mettent en place. Ils représentent les derniers signes d'activité du Mauna Kea, dont le sommet est désormais dominé par des dômes et des cônes pouvant atteindre un kilomètre et demi de diamètre et plusieurs centaines de mètres de hauteur. Les plus récents ont été construits entre 9 000 et 4 500 ans BP, par-dessus les dépôts glaciaires,,,, bien qu'une dernière éruption ait pu se produire 3 600 ans BP. Après plusieurs centaines de milliers d'années de lente élévation sous l'action de l'activité volcanique, l'altitude de la montagne décroît maintenant lentement, son poids important déformant le plancher océanique sous-jacent de l'océan Pacifique. Le volcan est désormais considéré comme endormi.

### Histoire humaine autochtone
La première civilisation primitive hawaïenne s'installe le long des côtes de l'île d'Hawaï, où la nourriture et l'eau potable sont abondantes. Les colonies s'étendent à l'intérieur des terres, dans la zone du Mauna Loa et du Mauna Kea, au XIIe siècle et au début du XIIIe siècle. Les découvertes archéologiques mettent en évidence que ces régions sont alors privilégiées pour la chasse, la collecte de pierres pour la confection d'outils et éventuellement pour des motifs spirituels ou astronomiques. Les forêts luxuriantes de montagne fournissent des plantes et du gibier pour l'alimentation et des matériaux pour la construction d'abris. Les oiseaux coureurs, qui n'avaient connu jusque-là aucun prédateur, deviennent une source de nourriture de base.
La colonisation ancienne de l'archipel d'Hawaï entraîne des changements majeurs sur l'écosystème et de nombreuses extinctions d'espèces parmi les oiseaux. Les premiers Hawaïens apportent avec eux plantes et animaux allochtones. Leur arrivée est associée avec une accélération de l'érosion. L'écosystème de la forêt de plaine jusque-là dominant est remplacé par un écosystème de prairies. Certains de ces changements sont provoqués par des feux d'écobuage ; toutefois, la cause principale de l'extinction aviaire est à mettre sur le compte de l'introduction du Rat polynésien (Rattus exulans).
À partir du début du XIIe siècle, les autochtones établissent, haut sur la montagne, des carrières pour extraire le basalte exceptionnellement dense produit par le refroidissement rapide de la lave lors des éruptions sous-glaciaires, dans le but de servir à la confection d'herminettes. Du verre volcanique et des gabbros sont également collectés pour fabriquer des lames et des harpons, alors que le bois de māmane est préféré pour les manches. Au pic d'exploitation de la carrière, après le XVe siècle, des installations séparées se chargent de la taille grossière et de la taille fine ; des abris permettent aux travailleurs de trouver de la nourriture, de l'eau et du bois pour leurs besoins quotidiens ; enfin, des ateliers se chargent de peaufiner le produit fini. Le lac Waiʻau fournit de l'eau potable. Les chefs trempent le cordon ombilical des nouveau-nés dans ses eaux afin de leur donner la force de la montagne. L'exploitation de la carrière diminue entre cette période et le premier contact avec les Occidentaux. Parmi les rituels liés à la carrière, les travailleurs érigent des sanctuaires à leurs divinités ; la plupart, ainsi que des artéfacts divers, subsistent désormais à l'intérieur de la réserve naturelle d'État Mauna Kea Ice Age.
Cette époque est marquée par une période de paix et d'expansion culturelle du XIIe siècle à la fin du XVIIe siècle. Les terres sont partagées en groupement de parcelles afin de satisfaire les besoins immédiats de la population et un développement durable de l'environnement. Ces ahupua'a ont généralement la forme de longues bandes de terre orientées des cimes vers la côte. Le sommet du Mauna Kea fait partie de l’ahupuaʻa de Kaʻole et une partie de son versant oriental est compris dans celui d'Humuʻula. Les principales ressources alimentaires des Hawaïens vivant dans les terres sont apportées par la forêt supérieure de māmane-naio. Parmi le gibier à plume figurent le Pétrel des Hawaï (Pterodroma sandwichensis, localement ʻuaʻu), la Bernache néné (nēnē, Branta sandvicensis) et le Psittirostre palila (palila, Loxioides bailleui). La forêt inférieure de koa-ʻōhiʻa fournit aux autochtones du bois pour les canoës et des plumes pour l'ornement.
Avant la colonisation, les autochtones grimpant vers la partie supérieure du Mauna Kea sont probablement guidés par le relief et l'hydrographie plus que par l'existence de sentiers, dont aucune trace n'a été mise en évidence. Individuellement, leur motivation consiste vraisemblablement à se rendre aux sanctuaires familiaux proches du sommet. Des traditions contemporaines veulent que des ascensions jusqu'au sommet aient eu lieu à cette époque. Pourtant, très peu d'autochtones l'ont réellement atteint, en raison du kapu, une loi hawaïenne primitive qui en restreint alors l'accès.

### Exploration et premières ascensions

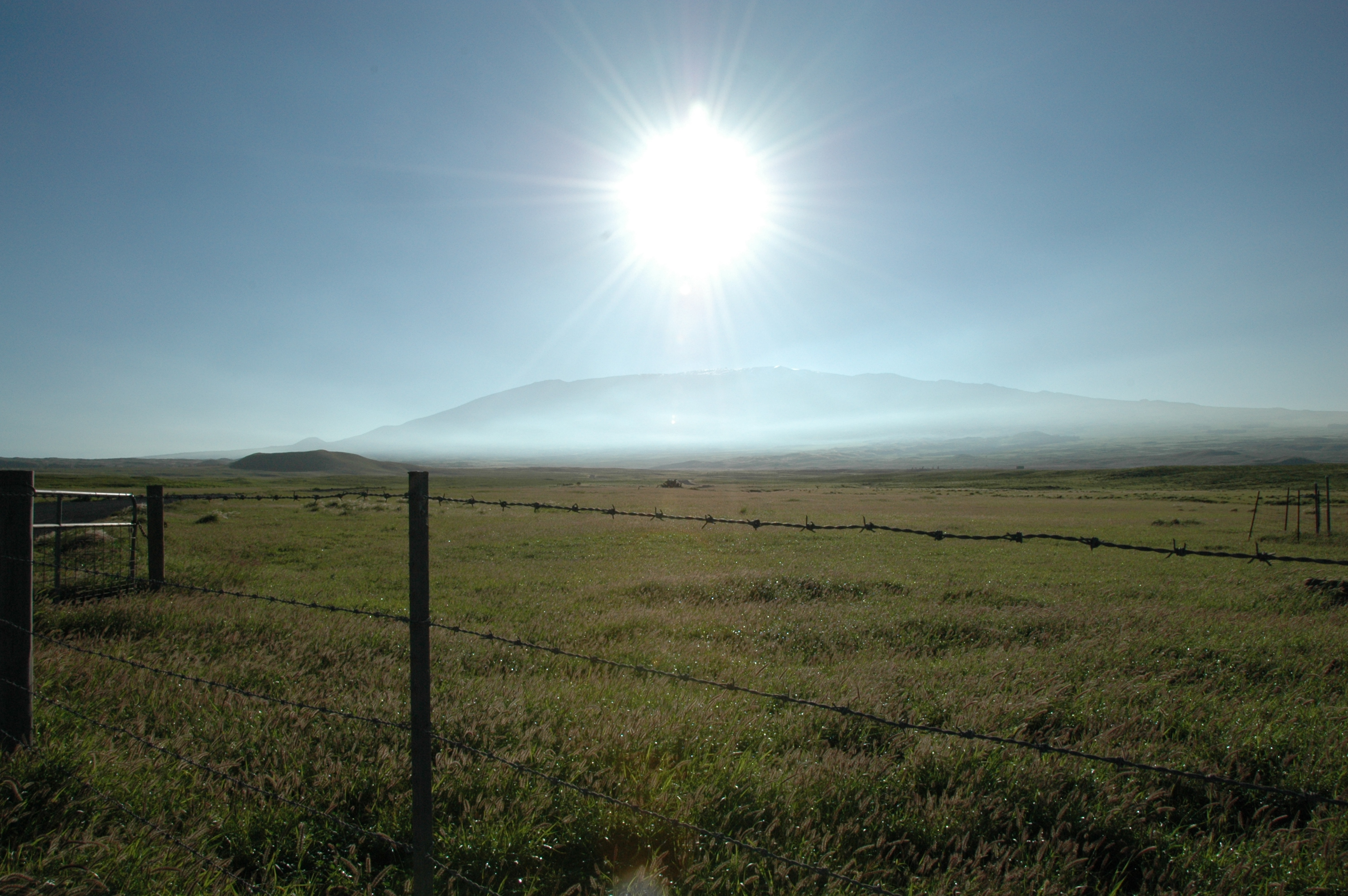
Vue des pâtures du ranch Parker au XXIe siècle.

Le premier Occidental à débarquer à Hawaï est le capitaine James Cook, en 1778. Les premières descriptions de l'île, incluant celle du Mauna Kea, sont réalisées par des explorateurs à la fin du XVIIIe siècle et au début du XIXe siècle. Le choc des civilisations a des conséquences importantes pour les autochtones. Les Hawaïens sont dévastés par l'introduction de nouvelles maladies, les cités portuaires d'Hilo, Kealakekua et Kailua sont radicalement transformées par le développement du commerce, tandis que les carrières du Mauna Kea sont abandonnées après l'apparition d'outils en métal.
En 1793, du bétail est offert par George Vancouver au roi Kamehameha Ier. Quelques décennies plus tard, il avait envahi librement l'île et avait déjà causé des dégâts importants sur l'écosystème. En 1809, John Palmer Parker arrive sur l'île et se lie d'amitié avec le roi, qui le charge alors de la gestion du bétail. Après l'attribution de nouvelles terres en 1845, il établit le ranch Parker sur le versant septentrional du Mauna Kea, lequel est toujours en activité au début du XXIe siècle. Les colons incendient et abattent une grande partie de la forêt primaire pour la remplacer par des plantations de canne à sucre et y construire des résidences.
Les premières ascensions notables ont lieu dans le courant du XIXe siècle. Le 26 août 1823, Joseph F. Goodrich, un missionnaire américain, gravit pour la première fois officiellement le sommet, en moins de 24 heures. Pourtant, il rapporte l'existence d'un petit empilement de pierre, suggérant qu'il n'est pas le premier humain à atteindre la cime du volcan. Il en profite pour recenser quatre écosystèmes différents depuis le pied de la montagne et découvre aussi le lac Waiʻau. Le 17 juin 1825, une expédition de l'HMS Blonde menée par le botaniste James Macrae atteint à son tour le sommet. Il est la première personne à identifier Argyroxiphium sandwicense subsp. sandwicense, en affirmant :

« Le dernier mille était dépourvu de végétation à l'exception d'une plante de la tribu Sygenisia, semblable du point de vue de sa croissance à un yucca, avec des feuilles pointues et piquantes de couleur argentée et un épi droit de couleur verte d'une longueur de trois à quatre pieds produisant des branches tombantes avec des fleurs brunes, réellement splendides, et qui vaut presque à elle seule le voyage jusqu'ici pour l'admirer. »

— James Macrae

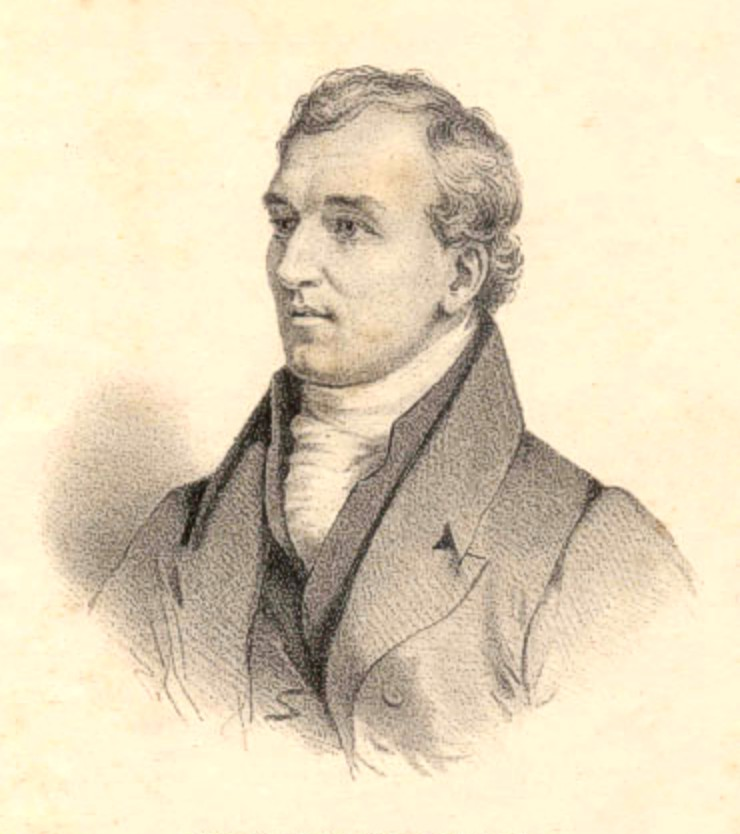
Portrait de David Douglas vers 1834, victime du Mauna Kea la même année.

En janvier 1834, le botaniste américain d'origine écossaise David Douglas gravit la montagne et décrit l'étagement des espèces de plantes en fonction de l'altitude. Lors d'une seconde ascension, en juillet de la même année, il est retrouvé mort dans une fosse destinée à attraper le bétail retourné à l'état sauvage. Bien qu'un meurtre ait été suspecté dans un premier temps, la thèse d'une chute accidentelle est finalement généralement retenue. Le site, appelé Ka lua kauka, est signalé par la présence de sapins de Douglas en son honneur. En 1881, la reine Emma, épouse de Kamehameha IV, se rend au lac Waiʻau pour s'y baigner à l'occasion de la compétition pour le rôle de chef régnant du royaume d'Hawaï. Le 6 août 1889, E. D. Baldwin emprunte depuis Hilo des sentiers muletiers jusqu'au sommet. Ils se transforment progressivement et, au tournant du XXe siècle, de véritables sentiers pouvant être parcourus à dos de cheval sont tracés. L'accès motorisé au sommet reste quasiment impraticable jusqu'à la construction d'une piste carrossable, en 1964, dont l'usage continue à être restreint.
La Saddle Road (littéralement « route de l'ensellement »), nommée ainsi car elle traverse le plateau entre le Mauna Loa et le Mauna Kea, est achevée en 1943. Elle facilite grandement l'accès à ce dernier. La zone d'entraînement de Pōhakuloa, sur le plateau, est le plus vaste terrain militaire de l'État d'Hawaï. Cette base s'étend sur 44 055 hectares du piémont du volcan jusqu'à une altitude de 2 070 mètres, sur un terrain public loué par l'Armée de terre des États-Unis depuis 1956.
Le Mauna Kea est le site de vastes recherches archéologiques depuis les années 1980. En vingt ans, environ 27 % de la réserve scientifique des observatoires du Mauna Kea ont été fouillés, mettant au jour 76 sanctuaires, quatre ateliers de fabrication d'herminettes, trois bornes et cinq sites funéraires dont un confirmé de façon certaine. En 2009, le nombre de sites archéologiques a plus que doublé, pour atteindre 223 alors que les recherches sur le volcan se poursuivent. Selon certaines hypothèses, les sanctuaires, qui sont arrangés autour du sommet de manière circulaire selon ce qui pourrait être une ancienne limite des neiges, seraient des marqueurs de la transition vers la partie sacrée de la montagne. En revanche, malgré de nombreux témoignages au sujet de sépultures dans la tradition orale hawaïenne, peu de sites ont été identifiés. L'absence de sanctuaires ou d'autres artéfacts sur la plupart des cônes volcaniques pourrait suggérer qu'ils étaient réservés aux rites funéraires.

## Activités

### Prévention

Carte des zones à risques liés au volcanisme.

Bien que la dernière éruption du Mauna Kea remonte à plusieurs millénaires, il est possible qu'il entre de nouveau en éruption à l'avenir. Il représente toutefois une menace relativement faible pour les populations, d'autant que des mécanismes d'alerte ont été mis en place afin de permettre d'évacuer à temps. La zone sommitale, dont 20 % de la surface est recouverte de coulées de lave de moins de 10 000 ans, a un risque évalué à 3 sur 9, tandis que le reste du volcan est à 2 sur 9, le niveau 1 étant assigné au seul Kohala qui est éteint. Les télescopes au sommet seraient les premiers à détecter de légères déformations produites par le renflement du volcan, agissant comme des tiltmètres de luxe. En se fiant aux dernières éruptions, un tel événement pourrait se produire n'importe où sur la partie supérieure du volcan et émettrait probablement de vastes coulées de lave, principalement de type ʻaʻā, pouvant atteindre 15 à 25 kilomètres de longueur. Une période d'activité prolongée pourrait produire un cône volcanique à sa source. Une telle éruption serait sans doute peu coûteuse en vies humaines mais induirait des dégâts importants dans les infrastructures.

### Observatoires astronomiques

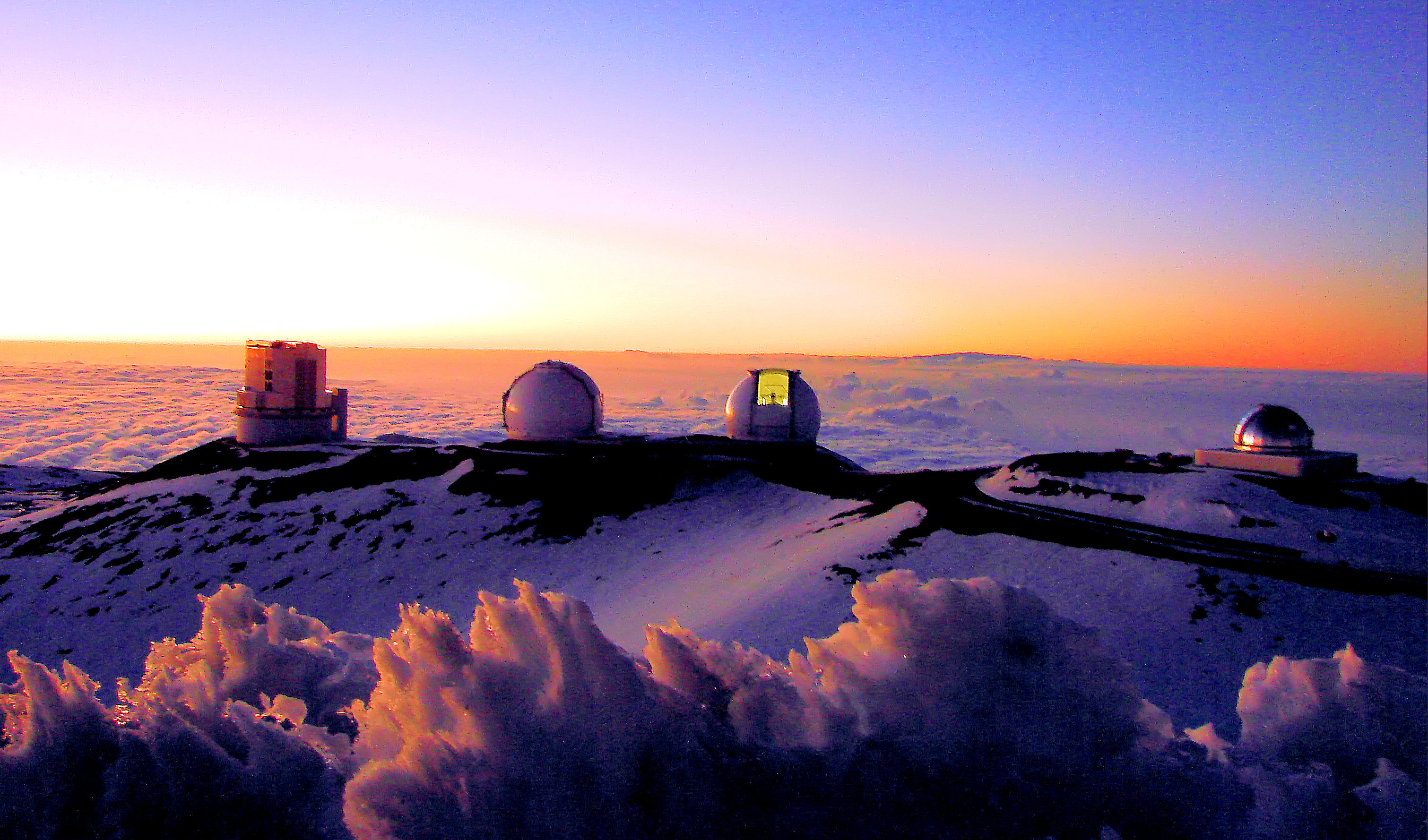
Vue au crépuscule sur quatre des télescopes du complexe ; de gauche à droite : Subaru, Keck I and II et Infrared Telescope Facility.

Le sommet du Mauna Kea est l'un des meilleurs sites au monde pour l'observation astronomique,,. En effet, l'atmosphère au-dessus du volcan est extrêmement sèche, ce qui est essentiel pour l'astronomie submillimétrique et infrarouge afin de s'affranchir de l'absorption des radiations par la vapeur d'eau dans la majeure partie de ce spectre électromagnétique. De plus, le sommet s'élève au-dessus de la couche d'inversion, ce qui permet à l'essentiel des nuages ainsi qu'à la pollution atmosphérique de rester en dessous du sommet. Par ailleurs, l'absence de turbulence crée l'une des meilleures qualités optiques du ciel dans le monde. Enfin, le noir très profond du ciel résultant de la distance du Mauna Kea par rapport aux villes est garanti par une législation qui impose de réduire la pollution lumineuse dans ses environs. Ce niveau d'obscurité permet l'observation d'objets célestes peu lumineux. Ces facteurs ont historiquement joué un rôle important dans le développement de l'astronomie amateur au Mauna Kea.
Dans les années 1950, du fait de l'inaccessibilité du Mauna Kea par la route au-delà de 3 700 mètres d'altitude, les observations solaires sont conduites depuis l'Haleakalā sur l'île de Maui. Au début des années 1960, la chambre de commerce de l'île d'Hawaï (en anglais : Hawaii Island Chamber of Commerce) commence à encourager le développement astronomique au Mauna Kea, comme stimulus économique. Cette initiative coïncide avec les recherches menées par l'astronome Gerard Kuiper de l'Université d'Arizona afin de trouver un site où utiliser la nouvelle classe de détecteurs infrarouges. En 1964, son assistante, Alika Herring, confirme la remarquable adéquation du sommet avec les besoins. Une âpre concurrence se met en place entre Kuiper, l'université Harvard et l'Université d'Hawaï, qui n'a jusque-là qu'une expérience dans l'observation solaire, afin de bénéficier des subventions de la NASA pour la construction d'un grand télescope. Cette compétition culmine finalement avec l'attribution des fonds pour la proposition des « débutants » de l'Université d'Hawaï. Ces derniers restructurent leur petit département d'astronomie pour donner naissance à l’Institute for Astronomy et, en 1968, l’Hawaii Department of Land and Natural Resources lui alloue pour un bail de 65 ans toutes les terres situées à l'intérieur d'un périmètre de huit kilomètres de diamètre autour de son télescope, essentiellement au-dessus de 3 500 mètres d'altitude,. Lorsqu'il est achevé en 1970, l'UH88, avec son miroir d'un diamètre de 2,2 mètres (88 pouces), est le septième plus grand télescope optique/infrarouge au monde.
D'autres groupes se mettent à solliciter des baux secondaires au sommet nouvellement accessible de la montagne. À la fin de l'année 1970, deux télescopes supplémentaires de 0,6 mètre de diamètre sont construits par l'US Air Force et l'observatoire Lowell. En 1973, le Canada et la France signent un accord pour la construction de l'observatoire Canada-France-Hawaï disposant d'un télescope avec un miroir d'un diamètre de 3,58 mètres.
Cependant, des associations locales commencent à s'inquiéter de l'impact environnemental des observatoires. Cela conduit l’Hawaii Department of Land and Natural Resources à préparer un plan de gestion initial, ébauché en 1977 et complété en 1980. En janvier 1982, le Conseil des régents de l'Université d'Hawaï approuve une feuille de route visant à soutenir le développement continu des installations scientifiques sur le site. En 1998, 823 hectares sont transférés des observatoires en supplément à la réserve naturelle d'État Mauna Kea Ice Age. En 2000, une nouvelle feuille de route, destinée à servir jusqu'en 2020, est adoptée. Elle institue un Bureau de gestion du Mauna Kea (en anglais : Office of Mauna Kea Management), désigne 212 hectares pour l'astronomie et bascule les 4 356 hectares restants en zone de « préservation naturelle et culturelle ». Ce plan a ensuite été révisé face à la préoccupation exprimée par la communauté hawaïenne vis-à-vis du manque de respect montré, selon eux, envers l'importance culturelle de la montagne.
En 2010, la réserve scientifique Mauna Kea possède treize installations vouées à l'observation et partagées par onze pays. Il s'agit du plus grand complexe en la matière au monde. Neuf télescopes travaillent dans les spectres du visible et de l'infrarouge, dont Gemini North et Subaru, trois en submillimétrique et un en onde radio appartenant au réseau Very Long Baseline Array, avec des miroirs ou des paraboles de 0,9 à 25 mètres de diamètre. À titre de comparaison, Hubble possède un miroir de 2,4 mètres similaire au télescope de 88 pouces (2,2 mètres) de l'Université d'Hawaï, désormais le deuxième plus petit du complexe. Les projets de nouveaux télescopes, y compris Pan-STARRS et l'énorme télescope de Trente Mètres, ont à leur tour suscité la controverse en raison de leur impact culturel et écologique. S'ils sont adoptés, ils pourraient être destinés à remplacer des installations plus anciennes au sommet plutôt qu'à occuper une surface supplémentaire au sol,. Le permis de construction de l'extension multi-télescope de l'observatoire W. M. Keck, qui nécessitait un nouveau site, a d'ailleurs été rejeté en 2006.

### Ascension et tourisme

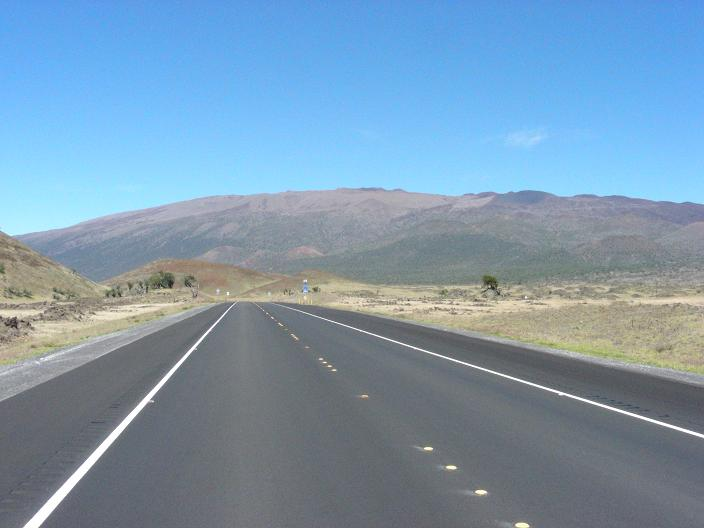
Vue du Mauna Kea depuis la Saddle Road.

L'altitude et la pente du Mauna Kea permettent de profiter d'une meilleure vue et d'une ascension plus rapide que celles du Mauna Loa. Dans le même temps, les risques de mal aigu des montagnes, de changement climatique ou encore de glissade sont élevés et rendent l'accès au sommet risqué. Environ un tiers des touristes et deux tiers des astronomes professionnels ont fait face à des symptômes relatifs à l'altitude. Un arrêt d'une demi-heure minimum est conseillé en cours d'ascension pour s'acclimater. Jusqu'à la construction de routes au milieu du XXe siècle, seuls quelques téméraires s'aventurent sur la partie supérieure de la montagne. Ceux-ci se servent d'abris en pierres édifiés par le Civilian Conservation Corps dans les années 1930 pour servir de camp de base. C'est sur leurs ruines qu'a été bâti l’Onizuka Center for International Astronomy. La première piste d'accès au sommet est tracée en 1964. Cette Summit Access Road part de la Saddle Road, à proximité du Puʻu Huluhulu. Elle est bitumée jusqu'au centre Onizuka, à 2 804 mètres d'altitude. La fin de l'ascension par la piste, qui longe la limite orientale de la réserve naturelle d'État Mauna Kea Ice Age, nécessite un véhicule tout-terrain. Les freins peuvent surchauffer au cours de la descente. La Mana Road contourne le Mauna Kea par le nord.
De nombreux sentiers de randonnée menant vers le sommet existent, avec des degrés d'entretien variés. Le Mauna Kea Trail (littéralement « sentier du Mauna Kea ») est considéré comme le plus accessible vers le sommet. Il démarre au centre Onizuka, mesure dix kilomètres de long et suit grossièrement la Summit Access Road, en étant bordé par des poteaux métalliques tous les 150 mètres. Il traverse des éboulis entre 3 000 et 3 350 mètres d'altitude, puis d'anciennes coulées de lave ʻaʻā jusqu'à 3 900 mètres, avant de se séparer en deux à 4 000 mètres d'altitude, une branche menant au lac Waiʻau tandis que l'autre grimpe au sommet. Durant l'année 2007, plus de 100 000 randonneurs et 32 000 véhicules se sont rendus au centre d'information d'Onizuka. Entre 5 000 et 6 000 personnes accèdent au sommet chaque année. Afin d'assurer leur sécurité et de protéger la montagne, un programme a été mis en place par des rangers en 2001.
Il est possible de skier au Mauna Kea en janvier et février. Il n'existe aucune installation et les vents peuvent atteindre 80 à 110 km/h mais ce sport reste populaire parmi les Hawaïens. Leur terrain favori est Poi Bowl, à l'est du Caltech Submillimeter Observatory où des compétitions se tiennent une à deux fois par an, en fonction des conditions climatiques.
L'île d'Hawaï compte plus de 3 000 chasseurs inscrits et le Mauna Kea est une destination appréciée pour cette pratique. Un programme public sert à contrôler le nombre d'espèces invasives comme les porcs, les moutons, les chèvres, les dindes, les faisans ou encore les cailles,. La zone récréative d'État du Mauna Kea sert de camp de base pour les chasseurs. L'observation ornithologique est également une activité courante à basse altitude. Kīpuka Puʻu Huluhulu est un site réputé qui est apparu sur un versant du volcan après qu'une coulée de lave a isolé une partie de forêt perchée sur un promontoire.

### Protection environnementale

Carte des zones naturelles protégées de l'île d'Hawaï.

La réserve naturelle d'État Mauna Kea Ice Age (littéralement « glaciation du Mauna Kea ») a été créée en 1981 sur 1 576 hectares juste au sud du sommet. Elle abrite une flore très maigre dans un environnement désertique de cônes et de roches volcaniques soumis à des vents violents, tout juste ponctués par la présence du lac Waiʻau. C'est un refuge pour le Pétrel des Hawaï (Pterodroma sandwichensis, localement ʻuaʻu), qui est menacé, et également un terrain d'étude sur Nysius wekiuicola (localement wēkiu). La réserve naturelle d'État Laupāhoehoe a été créée en 1983 sur 3 197 hectares sur le versant nord-est. Elle protège une relique de forêt de koa-ʻōhiʻa.
Le refuge faunique national Hakalau Forest est une importante réserve forestière de koa située sur le versant au vent du Mauna Kea. Il a été créé en 1985 et couvre 13 247 hectares. Huit espèces menacées d'oiseaux, douze de plantes ainsi que la Chauve-souris cendrée d'Hawaï (Lasiurus cinereus semotus, localement ʻōpeʻapeʻa) ont été observées dans la zone, ainsi que de nombreuses autres espèces vivantes rares. La réserve a été l'objet d'une vaste campagne de reboisement depuis 1989. Certaines parcelles montrent encore les effets de l'agriculture sur l'écosystème d'origine alors que l'essentiel de la partie supérieure de la réserve est constitué de terres agricoles abandonnées.

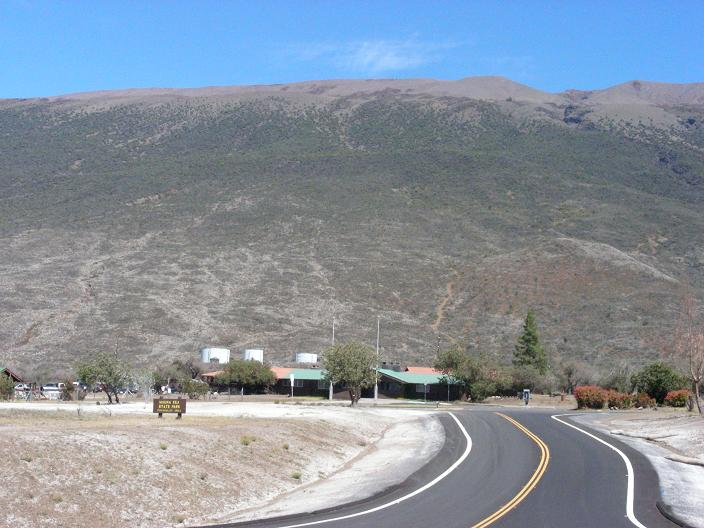
Vue de l'entrée de la zone récréative d'État du Mauna Kea sous le Mauna Kea en arrière-plan.

Le sanctuaire Wailuku Silversword est un sanctuaire de la vie sauvage situé à l'est du sommet et couvrant 50 hectares, destiné à protéger l'espèce Argyroxiphium sandwicense subsp. sandwicense.
La réserve naturelle forestière Mauna Kea occupe 21 200 hectares de « forêt de māmane-naio » sous la juridiction du Department of Land and Natural Resources. La chasse aux ongulés y est autorisée toute l'année. Les autres réserves naturelles forestières sont appelées Hilo Watershed, Hilo, Manowaialee et Hāmākua.
Une petite partie de la réserve naturelle forestière du Mauna Kea est comprise dans la zone récréative d'État du Mauna Kea qui couvre 8,3 hectares. Trois autres parcs d'État, surplombent la côte d'Hāmākua, une zone accidentée formée par de fréquents slumps et glissements de terrain : le parc et zone récréative d'État Kalōpā Native Forest sur 40,5 hectares au nord du volcan, le parc d'État Wailuku River sur 6,6 hectares et le parc d'État ʻAkaka Falls sur 26,5 hectares payants à l'est.

## Culture populaire

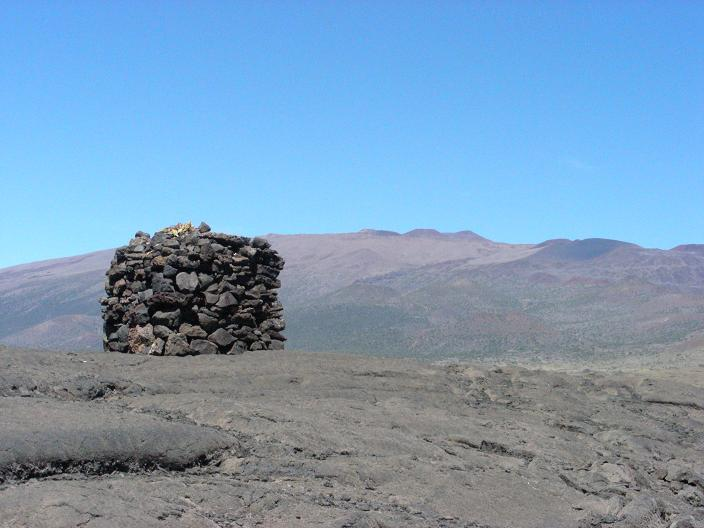
Vue d'une structure en pierre nommée Ahu et construite à la fin des années 1990, au bord de la route qui passe entre le Mauna Loa et le Mauna Kea (arrière-plan). Elle a été érigée lors du solstice d'hiver, le même jour que l'autel du nom de Lele qui marque le sommet actuel du Mauna Kea.

Les sommets des cinq volcans principaux de l'île d'Hawaï sont vénérés comme des montagnes sacrées. Celui du Mauna Kea, étant le plus haut, est le plus sacré de tous. Pour cette raison, un kapu, c'est-à-dire une loi hawaïenne primitive, en a longtemps restreint l'accès aux seuls chefs tribaux de haut-rang. Les Hawaïens associent les éléments de leur environnement naturel à des divinités. Dans leur mythologie, le dieu du ciel Wākea s'est marié avec la déesse mère Pāpā, donnant naissance aux îles d'Hawaï. Dans de nombreux mythes généalogiques, le Mauna Kea est dépeint comme le fils premier-né du couple. Le sommet est considéré comme la « région des dieux », un lieu où résident les esprits bienveillants. Poliʻahu, déesse de la neige, y demeure également.
Le volcan a fait l'objet d'une chanson intitulée Mauna Kea publiée en 2008 sur l'album Monuments par le groupe d'heavy metal américain This or the Apocalypse. Le texte débute par :
| What was it about that outstretched knight, That made you tie your hands? With your soul fastened to the Earth, And no birds sing. | Qu'était-ce donc que ce chevalier étendu, Qui vous a fait lier vos mains ? Avec votre âme attachée à la Terre, Et aucun oiseau qui ne chante. |

Mais, avant cela, la montagne est relatée dans plusieurs chansons traditionnelles en langue hawaiienne : O Kalakaua en 1934, Na Kuahiwi ʻElima et Kawaihae par Helen Desha Beamer, Kaulana o Hilo Hanakahi par Lena Machado, Hanohano No ʻO Hawaiʻi par Alice Namakelua, He uwe kanikau aloha par L. Panioikawai, Na Moku ʻeha (littéralement « Les Quatre Îles ») par J. Kealoha et Maunakea dont l'auteur original est inconnu. Ces chansons vantent généralement la beauté de la montagne ou font référence aux conditions climatiques qui y règnent.

### Filmographie
- (en) Puhipau, Joan Lander, Mauna Kea – Temple Under Siege, Na Maka o ka `Aina, 2006, 57 minutes
- (fr) Wally Cherwinski, En route pour Mauna Kea, 1979, 22 minutes